# قارچ کولی
قارچ کولی (نام علمی: Cortinarius caperatus) نام یک گونه از سرده پرده‌دارها است.